# Es war einmal … das Leben
Es war einmal … das Leben (französisch Il était une fois… la Vie) ist eine französische Zeichentrickserie, die 1986 entstand und zu einer Reihe von Serien mit dem Titel Es war einmal … gehört.

## Inhalt
Die Serie erklärt die Vorgänge im menschlichen Körper. Die Protagonisten sind einerseits Jugendliche, die verschiedene Lebensvorgänge wie Essen, Stoffwechsel und Krankheit erleben, andererseits anthropomorphe Elemente der mikroskopischen Welt wie Blutkörperchen, Botenstoffe oder Nervenimpulse, die sich auf ihrem Weg durch den Körper befinden. Beispielsweise werden die weißen Blutkörperchen (Leukozyten) als weiße Polizisten dargestellt und die Fresszellen (Makrophagen) als Fahrzeugs-Reinigungskolonne aufgefasst oder auch die aus Planwagen springenden Cowboys mit ihren Lassos symbolisieren das Fibrinogen oder das giftige Ammoniak wird von frechen Schulmädchen dargestellt. Dazu bedienen sie sich motorrad- oder raumschiffartiger Fahrzeuge und liefern sich Feuergefechte mit Eindringlingen (Bakterien, Viren). Die bereits in der Serie Es war einmal … der Mensch auftretenden Klotz und Ekel stellen hierbei die verschiedenen Krankheitserreger dar, Klotz stellt die Bakterien und Ekel die Viren dar. In den einzelnen Folgen werden auch Erkrankungen wie eine Leukämie erklärt oder auch eine durch Viren hervorgerufene Bindehautentzündung, bei der u. a. das Lysozym in der Tränenflüssigkeit helfen soll. Auch wird erläutert, wie die Bakterien Clostridium tetani in der Erde leben und dann z. B. hier durch das Umpflanzen eines Rosenstrauchs und Verletzungen in der Haut zur Krankheit Tetanus führen.
Das Lymphsystem wird als Wasserweg mit Kanälen und Schleusen und die Niere als Achterbahn wiedergegeben.

## Episodenliste
| Nr. | Französischer Titel            | Deutscher Titel                                          | Thema                           |
| --- | ------------------------------ | -------------------------------------------------------- | ------------------------------- |
| 1   | La planète cellule             | Ein Wunderwerk – Die Zelle                               | Zelle                           |
| 2   | La naissance                   | Ein Mensch entsteht – Die Geburt                         | Schwangerschaft und Geburt      |
| 3   | Les sentinelles du corps       | Allzeit bereit! – Abwehrsystem des Körpers               | Immunsystem                     |
| 4   | La moelle osseuse              | Harte Schale, weicher Kern – Das Knochenmark             | Knochenmark                     |
| 5   | Le sang                        | Ein ganz besonderer Saft – Das Blut                      | Blut                            |
| 6   | Les petites plaquettes         | Hilfe in der Not – Die Blutplättchen                     | Blutplättchen                   |
| 7   | Le cœur                        | Dein ist mein ganzes… – Das Herz                         | Herz                            |
| 8   | La respiration                 | Tief Luft holen… – Die Atmung                            | Atmung                          |
| 9   | Le cerveau                     | Denk mal…! – Das Gehirn                                  | Gehirn                          |
| 10  | Les neurones                   | Die gibt’s nur einmal – Die Nervenzellen                 | Nervenzellen                    |
| 11  | L’œil                          | Ich seh’ etwas – Das Auge                                | Auge                            |
| 12  | L’oreille                      | Horch, was kommt von draußen rein – Das Ohr              | Ohr                             |
| 13  | La peau                        | Ich fühle es – Die Haut                                  | Haut                            |
| 14  | La bouche et les dents         | Er hat überhaupt nicht gebohrt! – Der Mund und die Zähne | Mund und Zähne                  |
| 15  | La digestion                   | Wohin damit? – Die Verdauung                             | Verdauung                       |
| 16  | L’usine du foie                | Frisch weg! – Von der Leber                              | Leber                           |
| 17  | Les reins                      | Uns gibt’s zweimal – Die Nieren                          | Nieren                          |
| 18  | Le système lymphatique         | Der große Strom – Das Lymphsystem                        | Lymphsystem                     |
| 19  | Les os et le squelette         | Stabil und doch beweglich – Knochen und Skelett          | Knochen und Skelett             |
| 20  | Les muscles et la graisse      | Wenn wir unsere Kräfte spüren – Muskeln und Energie      | Muskeln                         |
| 21  | Guerre aux toxines             | Auf die Menge kommt es an – Giftstoffe                   | Gift                            |
| 22  | La vaccination                 | Eine große Kraft von innen – Schutz durch Impfung        | Impfung                         |
| 23  | Les hormones                   | Klein, aber fein – Die Hormone                           | Hormone                         |
| 24  | Les chaînes de la vie          | Wir lieben was uns nützt – Die Nahrungskette             | Nahrungskette                   |
| 25  | Réparations et transformations | Alles hat seine Zeit – Erneuerung und Veränderung        | Regeneration und Transformation |
| 26  | Et la vie va …                 | Auf in die Zukunft! – Der Fluß des Lebens                | Lebenszyklus                    |

## Produktion und Veröffentlichung
Die Serie wurde vom französischen Studio Procidis unter der Leitung von Albert Barillé sowie von Eiken Co. in Japan produziert. Die Musik komponierte Michel Legrand. Die Serie erschien auf Deutsch auch auf VHS und DVD. Begleitend zur Trickfilmserie erschien im Jahr 1994 die Buchserie Mein Körper – Was ist das? im Verlag De Agostini. Die Bücherserie umfasst 58 Bände und ein Stickeralbum. Die Serie konnte mit und ohne den Videokassetten von Es war einmal … das Leben erworben werden. 2017 erschien die Serie komplett digital restauriert auf Blu-ray.
| Land                   | Ausstrahlung                                         |
| ---------------------- | ---------------------------------------------------- |
| Frankreich             | FR3, Canal+                                          |
| Kanada                 | CBC Television, Télévision de Radio-Canada           |
| Kroatien               | HRT                                                  |
| Spanien                | Televisión Española (TVE)                            |
| Italien                | Italia 1                                             |
| Niederlande            | Katholieke Radio Omroep (KRO)                        |
| Schweiz                | TSR (Französisch), RTSI (Italienisch), SRF (Deutsch) |
| Belgien                | RTBF, BRT                                            |
| Griechenland           | ERT                                                  |
| Tschechien             | Česká televize (ČST)                                 |
| Japan                  | Eiken Co. Ltd, NHK *                                 |
| Slowakei               | Slovenská televízia (STV)                            |
| Schweden               | Sveriges Television (SVT)                            |
| Norwegen               | Norsk rikskringkasting (NRK)                         |
| BR Deutschland         | ARD                                                  |
| Österreich             | ORF                                                  |
| Israel                 | Israeli Educational Television (IETV)                |
| Polen                  | Telewizja Polska (TVP)                               |
| Portugal               | RTP                                                  |
| Irland                 | RTÉ                                                  |
| Syrien                 | Syrian Public Channel 1                              |
| Türkei                 | TRT                                                  |
| Vereinigtes Königreich | Channel 4                                            |
| Slowenien              | Radiotelevizija Slovenija 1                          |
| Finnland               | YLE                                                  |
| Ungarn                 | Minimax                                              |
| Island                 | Sjónvarpið (RÚV)                                     |
| Südkorea               | EBS                                                  |
| Marokko                | RTM                                                  |
| Armenien               | ARMTV                                                |

## Synchronisation
Die Synchronisation erfolgte durch Legard Synchron Berlin. Dialogregie führte Michael Richter; das Dialogbuch stammt von Eberhard Weiß.
| Rolle                       | Französischer Sprecher | Deutscher Sprecher              |
| --------------------------- | ---------------------- | ------------------------------- |
| Bakterien-Chef              |                        | Helmut Gauß                     |
| Cop Dickie                  | Gilles Tamiz           | Jörg Döring                     |
| Dickie                      |                        | Björn Schalla                   |
| Erzähler                    |                        | Norbert Gescher                 |
| Kommandant der Abwehrkräfte |                        | Rüdiger Evers                   |
| Maestro                     | Roger Carel            | Heinz-Theo Branding             |
| Metro                       | Roger Carel            | Georg Tryphon                   |
| Viren-Chef                  | Roger Carel            | Joachim Tennstedt Thomas Petruo |
| Pierrot                     |                        | Frank Schröder                  |
| Psi                         | Marie-Laure Beneston   | Dorette Hugo                    |
| Rotes Blutkörperchen Globin | Marie-Laure Beneston   | Edeltraut Elsner                |
| Weißes Blutkörperchen 1     |                        | Karl-Heinz Grewe                |
| Weißes Blutkörperchen 2     |                        | Gerald Paradies                 |

## Kritik an der deutschen Synchronfassung
In der dritten Folge ruft in der deutschen Fassung einer der Staphylokokken „Oy vey gevalt“ – ein jiddischer Ausdruck des Schreckens –, kurz bevor sie durch den blauen Wüterich (ein T-Lymphozyt) vergast werden. Das französische Original enthält keine Anspielung auf das Dritte Reich. Im April 2020 widmete der Journalist Stefan Niggemeier dieser Szene einen Artikel im Onlinemagazin Übermedien, in dem er die deutsche Synchronisation als zutiefst antisemitisch bezeichnete. Er wandte sich an Studio Hamburg Enterprises, ein Tochterunternehmen des NDR, das die Serie inzwischen vertreibt. Laut Niggemeier kündigte das Unternehmen an, zu prüfen, ob zumindest auf digitalen Vertriebsplattformen diese Passage aus der deutschen Synchronisation entfernt werden könne. Auch ein Text in der Trivia-Sektion der Website des Vertriebsunternehmens wurde entfernt. Darin wurde auf den Unterschied zwischen dem Original und der deutschen Fassung hingewiesen, ergänzt um die Präzisierung, dass dies „eine Anspielung an die Verbrechen im Dritten Reich“ sei. Die Tragweite der antisemitischen Darstellung sei bei der Gestaltung der Website nicht erkannt worden. Inzwischen hat der Video-on-Demand-Anbieter Netflix die deutsche Tonspur bei dieser Episode komplett entfernt, bis eine neue Fassung erstellt ist, bei der die betreffende Stelle durch den französischen Originalton ersetzt wird.
Bei der Ausstrahlung im Fernsehen ist der Ausspruch mittlerweile nicht mehr zu hören.